# Dieter Leuschner
Dieter Leuschner (* 2. November 1947) ist ein ehemaliger deutscher Fußballspieler. Für den FC Karl-Marx-Stadt und Sachsenring Zwickau spielte er in der DDR-Oberliga, der höchsten Spielklasse des Deutschen Fußball-Verbandes. Mit Sachsenring Zwickau wurde er 1975 DDR-Pokalsieger, außerdem ist er mehrfacher DDR-Nachwuchsnationalspieler.

## Werdegang
Leuschner machte zunächst DDR-weit als Nationalspieler in der Juniorennationalmannschaft auf sich aufmerksam. Dort war der Spieler des westsächsischen Spitzenklubs FC Karl-Marx-Stadt erstmals am 29. September 1965 in der Begegnung DDR – Rumänien (0:1) als halbrechter Stürmer eingesetzt worden. Insgesamt bestritt Leuschner bis 1966 acht Juniorenländerspiele, 1970 schloss sich ein Länderspiel mit der Nachwuchsnationalmannschaft an. Im Sommer 1967 musste Leuschner seine Fußballlaufbahn für mehrere Monate unterbrechen, nachdem er sich bei einem Autounfall einen Halswirbel und das Schultergelenk gebrochen hatte.
Sein Start in die DDR-Oberliga fand am 14. September 1968 statt. In der Begegnung des 5. Spieltages der Saison 1968/69 1. FC Union – Berlin – FC Karl-Marx-Stadt (1:2) wurde er in der 62. Minute eingewechselt. In seiner ersten Oberligaspielzeit kam Leuschner siebenmal zum Einsatz, allerdings nur einmal über die vollen 90 Minuten als zentraler Mittelfeldspieler. In insgesamt drei Spielen stand er in der Startelf.
Zu Beginn der Saison 1969/70 wechselte Leuschner zum Oberligakonkurrenten und Bezirksrivalen Sachsenring Zwickau. Die Zwickauer hatten den ausgeschiedenen Spieler Erwin Erdmann und den zum Militärdienst eingezogenen Günter Lippmann zu ersetzen, und so kam Leuschner von Saisonbeginn an in die Oberligamannschaft, mit der er als variabler Mittelfeldspieler sofort sämtliche 26 Saisonpunktspiele absolvierte. Auch in der Spielzeit 1970/71 spielte er die ersten zehn Punktspiele voll durch, wurde dann aber im November 1970 für 18 Monate zum Militärdienst eingezogen. Im Sommer 1972 kehrte Leuschner in die Zwickauer Mannschaft zurück, war sofort wieder Stammspieler im Mittelfeld und gehörte mit vier Punktspieltoren zusammen mit Gerd Schellenberg zu den erfolgreichsten Sachsenring-Torschützen. Mit Beginn der Saison 1973/74 fand Leuschner für mehrere Jahre seine Standardposition auf der rechten Mittelfeldseite.
Zum Abschluss der Spielzeit 1974/75 gewann Leuschner den einzigen nennenswerten Titel seiner Fußballkarriere. Sachsenring Zwickau hatte zum vierten Mal in seiner Geschichte das Endspiel um den DDR-Fußballpokal erreicht. Auf dem Weg dahin war Leuschner in allen sieben Pokalspielen eingesetzt worden und stand als rechter Mittelfeldspieler am 14. Juni 1975 auch im Pokalfinale gegen Dynamo Dresden. Am überraschenden Sieg der Zwickauer nach einem 4:3-Sieg im Elfmeterschießen hatte er jedoch nur einen elfminütigen Anteil, weil er wegen einer Knieverletzung schon nach kurzer Zeit das Feld verlassen musste. Umso wirkungsvoller war Leuschner in den anschließenden Spielen in der Europapokalsaison 1975/76. Unerwartet stießen die Zwickauer bis in das Halbfinale vor, nachdem sie die favorisierten Mannschaften des AC Florenz und von Celtic Glasgow aus dem Wettbewerb geworfen hatte. Erst der RSC Anderlecht setzte mit 3:0 und 2:0 dem Höhenflug ein Ende. In allen acht Europapokalspielen war Leuschner mit von der Partie.
Nach seiner Pokalverletzung 1975 kehrte Leuschner Ende September 1975 wieder in die Oberligamannschaft der Zwickauer zurück und kam in der Saison 1975/76 noch auf 19 Punktspiele. In der nachfolgenden Spielzeit absolvierte Leuschner seine letzten Oberligaspiele. Bereits die Hinrunde 1976 war gekennzeichnet durch mehrere Ausfälle und Teilzeiteinsätze des nun 29-Jährigen. In der Rückrunde 1977 kam er nur noch in drei Oberligapunktspielen zu Zuge, die er nie über die volle Distanz durchspielte. Sein letzter Oberligaeinsatz fand am 5. März 1975 statt. Im Spiel Dynamo Dresden – Sachsenring (5:2) stand er noch einmal als zentraler Mittelfeldspieler in der Startelf, in der 88. Minute wurde er vom Feld genommen.
Damit war Leuschner für Sachsenring Zwickau auf 138 Oberligaspiele gekommen und hatte als Mittelfeldakteur 21 Tore erzielt. Mit seinen Oberligaeinsätzen in Karl-Marx-Stadt kommt er auf eine Bilanz von 145 Erstligaspielen mit 22 Toren.